# Resolucija varnostnega sveta Združenih narodov št. 47/181
Resolucija varnostnega sveta Združenih narodov št. 47/181 (ali Načrt Združenih Narodov o delitvi Palestine, 1947) je 29. novembra 1947 Generalna skupščina na srečanju Združenih narodov v New Yorku sprejela Resolucijo 181, ki je predlagala načrt za rešitev spora med Judi in Arabci v Palestini, ki je bila v tistem času pod Britansko upravo. 
Načrt OZN je predvideval razdelitev Palestine na dve državi, judovsko in arabsko. Območje Jeruzalema je bilo po načrtu izvzeto iz delitve, in bi ostalo nikogaršnje ozemlje pod nadzorom OZN, ki bi bilo dostopno vsem. Načrt je predvideval tudi postopen umik britanskih sil, in sicer najkasneje do 1. avgusta 1948, načrte za reševanje spora med palestinskim nacionalizmom in sionizmom, ekonomsko sodelovanje med obema državama in zaščito verskih pravic in pravic manjšin.
Judovska agencija je predlog načrta o delitvi Palestine sprejela, čeprav Judom ni bil povsem všeč. Nasprotno pa so Arabci načrt o delitvi Palestine zavrnili. Takoj po sprejemu resolucije na Generalni skupščini OZN je v Palestini izbruhnila državljanska vojna, zato načrt o delitvi Palestine ni bil popolnoma uresničen.  

## Uvod v delitev Palestine
Britanci so leta 1917 z Balfourjevo deklaracijo izrazili namero o podpori judovski domovini na območju Palestine. Čeprav je bil prvotni namen deklaracije pridobitev podpore judovskemu lobiju, preko katerega so Britanci želeli pridobiti podporo vlad ZDA in Rusije, je deklaracija spodbudila sioniste, da so začeli dejavneje razmišljati o judovski državi. Število Judov v Palestini je začelo po koncu 1. svetovne vojne naraščati, kar je povzročilo vse močnejše konflikte z večinskim arabskim prebivalstvom. 
V letu 1936 so izbruhnili spopadi med Judi in Arabci, ki so jih Britanci zatrli, vendar je to pomenilo začetek globljih sporov med Judi in Arabci. Ustanovljena je bila posebna komisija, ki jo je vodil lord Peel. Ta je ugotovila, da bo dolgoročno pomagala le delitev britanskega mandata za Palestino na večjo arabsko in manjšo judovsko državo. Judje s tem načrtom niso bili popolnoma zadovoljni, saj bi dobili le majhen del ozemlja, vendar so se odločili za pogajanja z Britanci, medtem ko so Arabci temu odločno nasprotovali.
V letu 1939 so Britanci zaradi vse večjega priseljevanja Judov uvedli omejitve priseljevanja, po katerih bi v naslednjih 5 letih dovolili priselitev 75000 Judov letno, nakar bi dodatno priseljevanje Judov potekalo ob soglasju Arabcev. Ta politika je ostala v veljavi kljub nacističnemu preganjanju Judov, saj si Britanci niso upali tvegati ponovne arabske vstaje. Omejitve so ostale tudi po 2. svetovni vojni, čeprav so se Judje med vojno dejavno vključevali v vojaško pomoč Britancem. Judje v Palestini, katerih število se je predvsem na račun ilegalnega priseljevanja povečalo, so zato pričeli z oboroženimi akcijami proti britanski oblasti, ravno tako so se nadaljevali protesti Arabcev.
Zaradi nasilja in britanskega neuspeha pri dosegi sporazuma, ki bi bil sprejemljiv tako za judovsko, kot arabsko stran, je Velika Britanija za pomoč zaprosila OZN, ki je ustanovila Posebno komisijo za Palestino (UNSCOP) z delegati iz 11 držav.

## Predlog delitve Palestine
Komisija je ugotovila, da se spora ne da rešiti drugače, kot z delitvijo Palestine na judovsko in arabsko državo. Indija, Iran in Jugoslavija so vztrajale pri enotni državi, ki bi vsebovala judovska in arabska območja.
Na podlagi preučitve situacije je komisija predlagala delitev Palestine na arabski del, judovski del in Jeruzalem z okolico, ki pa bi ga vodila OZN. Problem pri oblikovanju judovske države je oteževalo dejstvo, da so bila judovska mesta razporejena po celotni Palestini, zaradi boljšega življenjskega standarda pa se je v ta mesta in v njihovo bližnjo okolico priselilo tudi veliko arabskega prebivalstva. To je neizogibno pomenilo, da bo judovska država vsebovala tudi precejšen delež arabskega prebivalstva. Ker je bilo pričakovano, da se bo priseljevanje Judov nadaljevalo, je bilo za judovsko državo predvidenega 56% ozemlja, vendar je 60 % tega ozemlja predstavljala Negevska puščava, ki takrat ni bila primerna za poselitev ali kmetijstvo.
Ta predlog je komisija potrdila, vendar nato na seji Generalne skupščine OZN ni bil potrjen, zato so predlog začeli spreminjati in k sodelovanju povabili tako Judovsko agencijo, kot tudi arabsko komisijo. Na podlagi teh sprememb se je nekoliko spremenila delitev na dve državi, vendar je povzročila tudi ločitev nekaterih arabskih vasi od kmetijskih zemljišč.
29. novembra 1947 se je pričelo glasovanje o delitvi Palestine, na katerem je glasovalo 56 držav, ki so bile takrat članice OZN. Po nekaterih podatkih so bile številne vlade deležne lobiranja judovske in arabske strani.
Za sprejem delitve Palestine je glasovalo 33 držav, 13 jih je bilo proti, 10 pa se jih je vzdržalo. Med državami, ki so glasovale proti sprejemu resolucije, so bile arabske države, poleg njih tudi Indija, Pakistan, Iran, Grčija in Turčija.

## Dogodki po sprejemu resolucije
Judje v Palestini in po svetu so bili v večini zadovoljni z razpletom glasovanja in so organizirali množična praznovanja. Nekateri Judje - med njimi tudi militantni organizaciji Irgun in Lehi - so odločitvi o delitvi Palestine nasprotovali, saj je judovski državi pripadlo precej manj ozemlja, kot so želeli. Tudi Britanci z delitvijo niso bili zadovoljni, saj po njihovem mnenju delitev Palestine ni rešila ničesar, temveč naj bi prinesla le poslabšanje položaja. Kar nekaj zahodnih držav, ki so sicer glasovale za delitev Palestine, se je balo morebitnega arabskega embarga na izvoz nafte. Tudi med Judi, ki so podprli delitev Palestine, je bilo nekaj nelagodja zaradi precejšnjega deleža arabske populacije na ozemlju judovske države.
Arabci so bili proti delitvi Palestine z obrazložitvijo, da vsiljena delitev nasprotuje pravici do samoodločanja in takoj napovedali boj proti judovski državi ter izgon Judov iz arabskega dela Palestine. Bili so nezadovoljni tudi zaradi ozemlja, ki je pripadlo judovski državi, čeprav so bili Judje lastniki le slabih 10% zemlje.
Arabske milice so posledično začele napadati judovske naselbine, kar je pomenilo uvod v državljansko vojno v Palestini.